# Wereldkampioenschap wegrace 1995
Het wereldkampioenschap wegrace seizoen 1995 was het 47e in de geschiedenis van het door de FIM georganiseerde wereldkampioenschap wegrace.

## Kalender
| Ronde | Datum        | Race                    | Locatie       | Winnaar 125 cc  | Winnaar 250 cc  | Winnaar 500 cc | Winnaar zijspan 500 cc | Verslag |
| ----- | ------------ | ----------------------- | ------------- | --------------- | --------------- | -------------- | ---------------------- | ------- |
| 1     | 26 maart     | GP van Australië        | Eastern Creek | Haruchika Aoki  | Ralf Waldmann   | Mick Doohan    |                        | Verslag |
| 2     | 2 april      | GP van Maleisië         | Shah Alam     | Garry McCoy     | Max Biaggi      | Mick Doohan    |                        | Verslag |
| 3     | 23 april     | GP van Japan            | Suzuka        | Haruchika Aoki  | Ralf Waldmann   | Daryl Beattie  |                        | Verslag |
| 4     | 7 mei        | GP van Spanje           | Jerez         | Haruchika Aoki  | Tetsuya Harada  | Alberto Puig   |                        | Verslag |
| 5     | 21 mei       | GP van Duitsland        | Nürburgring   | Haruchika Aoki  | Max Biaggi      | Daryl Beattie  | Dixon / Hetherington   | Verslag |
| 6     | 11 juni      | GP van Italië           | Mugello       | Haruchika Aoki  | Max Biaggi      | Mick Doohan    | P. Güdel / C. Güdel    | Verslag |
| 7     | 24 juni      | TT Assen                | Assen         | Dirk Raudies    | Max Biaggi      | Mick Doohan    | Dixon / Hetherington   | Verslag |
| 8     | 9 juli       | GP van Frankrijk        | Le Mans       | Haruchika Aoki  | Ralf Waldmann   | Mick Doohan    | Biland / Waltisperg    | Verslag |
| 9     | 23 juli      | GP van Groot-Brittannië | Donington     | Kazuto Sakata   | Max Biaggi      | Mick Doohan    | Biland / Waltisperg    | Verslag |
| 10    | 20 augustus  | GP van Tsjechië         | Brno          | Kazuto Sakata   | Max Biaggi      | Luca Cadalora  | Biland / Waltisperg    | Verslag |
| 11    | 17 september | GP van Rio de Janeiro   | Jacarepagua   | Masaki Tokudome | Doriano Romboni | Luca Cadalora  |                        | Verslag |
| 12    | 24 september | GP van Argentinië       | Buenos Aires  | Emilio Alzamora | Max Biaggi      | Mick Doohan    |                        | Verslag |
| 13    | 8 oktober    | GP van Europa           | Catalunya     | Haruchika Aoki  | Max Biaggi      | Àlex Crivillé  | Biland / Waltisperg    | Verslag |